# انتهاكات حقوق الإنسان في بلوشستان
انتهاكات حقوق الإنسان في إقليم بلوشستان تشير إلى انتهاكات حقوق الإنسان التي تحدث في ظل التمرد المستمر في بلوشستان. وقد أثار هذا الوضع قلق المجتمع الدولي. ويُعزى وضع حقوق الإنسان في بلوشستان إلى الصراع الطويل الأمد بين القوميين البلوش (وكذلك الجماعات الإرهابية البلوشية مثل جيش تحرير بلوشستان) وقوات الأمن الباكستانية.
قال براد آدامز [الإنجليزية]، مدير فرع آسيا لمنظمة هيومن رايتس ووتش، إن الحكومة الباكستانية لم تبذل ما يكفي من الجهد لوقف انتهاكات حقوق الإنسان المنتشرة في المنطقة، والتي تشمل التعذيب والاختفاء القسري للمشتبه في تورطهم في الإرهاب أو معارضة الجيش الباكستاني، وسوء معاملة المقاتلين أو المجرمين الأسرى، والقتل خارج نطاق القضاء. كما ارتكب المسلحون الانفصاليون انتهاكات واسعة النطاق. ووفقًا لمنظمة هيومن رايتس ووتش، فإن المسلحين الانفصاليين البلوش مسؤولين عن العديد من الهجمات على المدارس والمعلمين والطلاب في المقاطعة بهدف التطهير العرقي للمقاطعة.
اعتبارًا من عام 2018، وفقًا لصحيفة نيويورك تايمز، كانت الدولة العميقة الباكستانية تستخدم المسلحين الإسلاميين لمهاجمة الانفصاليين البلوش. تواصل جواسيس من جهاز الاستخبارات الباكستاني مع الأكاديميين والصحفيين في الولايات المتحدة، وحذروهم من التحدث عن التمرد في بلوشستان أو انتهاكات حقوق الإنسان التي يرتكبها الجيش الباكستاني، كما هددوا بإيذائهم أو إيذاء عائلاتهم إذا استمروا في التحقيق في الصراع.

## الخلفية
قبل الانضمام إلى باكستان، كانت بلوشستان تتألف من أربع ولايات أميرية: مكران، ولاس بيلا، وخران، وكلات. انضمت ثلاث من هذه الولايات، مكران، ولاس بيلا، وخران، طواعية إلى باكستان في عام 1947 أثناء تفكك الإمبراطورية الهندية البريطانية. ومع ذلك، اختارت كلات، بقيادة خان لات، أحمد يار خان، الاستقلال حيث كان هذا أحد الخيارات المقدمة لجميع الولايات الأميرية من قبل كليمنت أتلي في ذلك الوقت. أقنع محمد علي جناح يار خان بقبول الحكم الباكستاني لكن الخان ماطل لبعض الوقت. بعد فترة من المفاوضات، قرر خان أخيرًا الانضمام إلى باكستان في 27 مارس 1948. أعلن شقيق الخان الأمير كريم خان الاستقلال وهرب إلى أفغانستان لطلب المساعدة وبدء كفاح مسلح فشل. بحلول يونيو 1948، أصبحت بلوشستان بالكامل جزءًا من باكستان.
كانت هناك ثلاث حركات تمرد أخرى في المنطقة بعد عام 1948: 1958–1959، 1962–1963، و1973–1977، وحركة قومية خامسة بدأت في عام 2002. كان سبب صراع 1958–1959 هو فرض خطة الوحدة الواحدة التي تم تنفيذها في عام 1955. وقد أدى هذا إلى مزيد من المقاومة، وبحلول عام 1957 أعلن نوروز خان عن نيته الانفصال؛ وأعلنت باكستان الأحكام العرفية بعد يوم واحد. قصفت باكستان مخابئ الانفصاليين ونشرت الدبابات بدعم من المدفعية. تم القبض على نوروز وتوفي أثناء وجوده في السجن؛ وتم شنق أفراد عائلته بتهمة الخيانة. وفقًا لدان سلاتر، زادت مشاعر الاستقلال في شرق باكستان وبلوشستان بالتوازي مع استمرار التدخل العسكري في الساحة السياسية.

## الأشخاص المفقودين

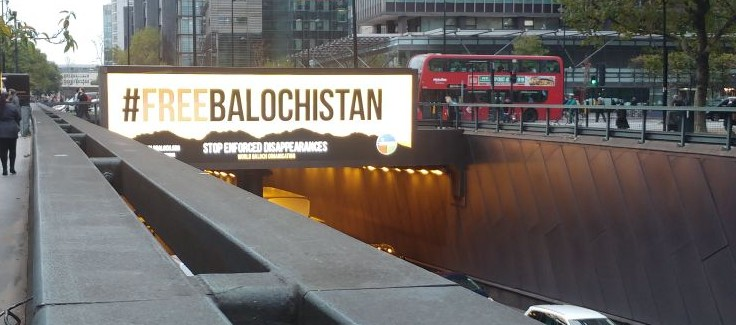
ملصق ضد الاختفاء القسري في بلوشستان في لندن، المملكة المتحدة

وفقًا للصحفي أحمد رشيد الذي كتب في عام 2014، فإن تقديرات عدد المختفين في بلوشستان «تتراوح بين مئات وعدة آلاف». ووفقًا لمنظمة صوت المفقودين البلوش (VBMP)، فقد اختفى حوالي 5228 بلوشيًا من عام 2001 إلى عام 2017. بينما وفقًا لبيان صادر في 8 ديسمبر 2005 عن وزير الداخلية الباكستاني آنذاك أفتاب شيرباو، كان ما يقدر بنحو 4000 شخص من بلوشستان في حجز السلطات بعد احتجازهم في المقاطعة بين عامي 2002 و2005.[بحاجة لمصدر] ومن بين هذا العدد، تم نقل 200 فقط إلى المحكمة وتم احتجاز البقية بمعزل عن العالم الخارجي وفقًا للمؤلف مانان ديفيدي الذي كتب في عام 2009.[بحاجة لمصدر]
في ديسمبر 2018، قدم زعيم حزب بلوشستان الوطني (منغال) (BNP–M)، أختر منغال، قائمة بأسماء 5000 شخص مفقود إلى حكومة عمران خان التي تم تشكيلها حديثًا. يزعم قادة حزب بلوشستان الوطني (منغال) أن هناك انخفاضًا ملحوظًا في حالات الاختفاء القسري منذ اتفاق حزب بلوشستان الوطني (منغال) مع حركة إنصاف الباكستانية (PTI). كما يزعم حزب بلوشستان الوطني (منغال) أن مئات الضحايا المزعومين قد أعيدوا إلى عائلاتهم.
يزعم مسؤول أمني إقليمي باكستاني كبير أن أرقام الأشخاص المفقودين «مبالغ فيها»، وأن «المتمردين والمهاجرين الذين فروا إلى أوروبا، وحتى أولئك الذين قُتلوا في العمليات العسكرية، في بلوشستان، أُعلن عنهم كأشخاص مفقودين». وقد أظهرت التقارير أن العديد من الأشخاص فروا من المقاطعة بحثًا عن اللجوء في بلدان أخرى بسبب الاضطرابات التي تسبب فيها المسلحون الانفصاليون.
وقد اعترفت السلطات الباكستانية بحدوث حالات اختفاء. ففي عام 2011، أنشأت الحكومة لجنة سجلت 5369 شكوى بشأن اختفاء أشخاص. وتزعم اللجنة أنها تمكنت من تعقب أكثر من 3600 شخص.
في 3 يونيو 2012، أصدر رئيس الوزراء سيد يوسف رضا جيلاني توجيهات إلى رئيس وزراء إقليم بلوشستان لاتخاذ تدابير خاصة للبحث عن الأشخاص المفقودين.
في أكتوبر 2018، زعم حزب بلوشستان الوطني (منغال) أن حوالي 300 شخص مفقود عادوا إلى منازلهم. وبالمثل في يناير 2019، قررت منظمة صوت المفقودين البلوش (VBMP) تعليق احتجاجها بعد عودة العشرات من المفقودين إلى منازلهم. قدمت منظمة صوت المفقودين البلوش قائمة بأسماء 110 مفقودين تتوقع المنظمة أن تستردهم الحكومة في غضون شهرين.
في عام 2016، واستنادًا إلى وثائق حكومية حصلت عليها بي بي سي، تم العثور على ما يقرب من 1000 جثة لمسلحين مشتبه بهم ونشطاء سياسيين في بلوشستان من عام 2010 إلى عام 2016. وتقول الحكومة إن الجثث الملقاة تشمل جثث الجماعات المتمردة التي ماتت في القتال فيما بينها. وقال النشطاء إن الأرقام تشير إلى عمليات قتل خارج نطاق القضاء على نطاق واسع. اعتبارًا من 8 ديسمبر 2005، أعلن وزير الداخلية الفيدرالي أنه تم القبض على ما يقرب من 4000+ فرد في بلوشستان منذ بداية ذلك العام. ومع ذلك، لا تزال هويات وأماكن وجود والتهم الموجهة إلى عدد كبير من هؤلاء المعتقلين غير معلنة.
وبحسب ناشطين بلوخيين، قُتل ما لا يقل عن 504 أشخاص خارج نطاق القضاء في الإقليم في عام 2023 نفسه.

## انتهاكات من قبل المتمردين البلوش
كما اتهمت منظمة حقوق الإنسان[أي منها؟] الحركات المتمردة البلوشية بارتكاب انتهاكات جسيمة لحقوق الإنسان في بلوشستان، بما في ذلك عمليات القتل المستهدفة للمدنيين من غير البلوش العرقيين.[بحاجة لمصدر] وقد تسبب هذا في هجرة الأدمغة الاقتصادية في المقاطعة. ووفقًا لرئيس وزراء بلوشستان، نواب أسلم ريساني، فإن «عددًا كبيرًا من الأساتذة والمعلمين والمهندسين والحلاقين يغادرون المقاطعة خوفًا من الهجمات. هذا العمل اللاإنساني سيدفع الأمة البلوشية إلى الوراء قرنًا واحدًا على الأقل. لن تسامح الأمة البلوشية أبدًا كل من يشارك في عمليات القتل المستهدفة». وأشار ريساني إلى أن هؤلاء المستوطنين المهاجرين كانوا يعيشون في بلوشستان لقرون ووصف استهدافهم من قبل المتمردين البلوش بأنه «جريمة ضد الإنسانية».
وفقًا لبوابة جنوب آسيا للإرهاب، تم استهداف الصحفيين والمعلمين والطلاب والمدافعين عن حقوق الإنسان في بلوشستان. ووفقًا لمنظمة هيومن رايتس ووتش، فإن المسلحين الانفصاليين البلوش مسؤولين عن الهجمات على المدارس والمعلمين والطلاب في المقاطعة. ونتيجة لذلك، سعى العديد من المعلمين إلى الانتقال إلى مناطق آمنة مثل كويته أو انتقلوا خارج المقاطعة بالكامل. علاوة على ذلك، أعلنت الجماعات الانفصالية أيضًا مسؤوليتها عن قتل الصحفيين في المقاطعة.
حملت منظمة حقوق الإنسان جيش تحرير بلوشستان المسؤولية عن التطهير العرقي في الإقليم، حيث حث برامداغ بوجتي (زعيم جيش تحرير بلوشستان المزعوم)، خلال مقابلة تلفزيونية في 15 أبريل 2009، الانفصاليين على قتل غير البلوش المقيمين في بلوشستان. ويُزعم أن أفعاله أدت إلى مقتل 500 مواطن غير بلوش في الإقليم.
وبعيدًا عن منظمات حقوق الإنسان، اتهم الانفصاليون البلوش بعضهم البعض بالتورط في انتهاكات حقوق الإنسان. ويتهم الانفصاليون بعضهم البعض بالتورط في ابتزاز واختطاف وحتى اغتصاب البلوش المحليين.
وتشير تقديرات وزارة الخارجية الأميركية إلى أن عدد ضحايا العنف في بلوشستان بلغ 690 مدنياً على الأقل في عام 2012. وذكر تقرير صادر عن وزارة الداخلية في عام 2012 أن جماعة لشكر جنجوي، ولشكر بلوشستان، وجماعة بلوش مصلى الدفاع، وجيش تحرير بلوش، شاركوا في أعمال شغب عنيفة. وتقدر لجنة حقوق الإنسان الباكستانية أن هذه الجماعات وغيرها قتلت 2050 شخصاً بريئاً وأصابت 3822 آخرين في عام 2012.

## الانتهاكات العسكرية وشبه العسكرية
وقد اتُهمت قوات الحدود ووكالة الاستخبارات الباكستانية وجماعات أخرى بشن «حملة دامت عقدًا من الزمان» من «التقاط وإلقاء الجثث» حيث «يتم التقاط القوميين البلوش أو المسلحين أو حتى المارة الأبرياء وإخفائهم وتعذيبهم وتشويههم ثم قتلهم». واتهمت منظمة هيومن رايتس ووتش وكالة الاستخبارات الباكستانية بارتكاب انتهاكات جسيمة لحقوق الإنسان في بلوشستان، حيث اختفى المئات من القوميين والناشطين قسرًا. وفي عام 2008 وحده، اختفى ما يقدر بنحو 1102 شخصًا من المنطقة. كما وردت تقارير عن التعذيب. ويتم العثور على عدد متزايد من الجثث على جوانب الطرق، بعد إصابتها برصاصة في الرأس. وفي يوليو 2011، أصدرت لجنة حقوق الإنسان الباكستانية تقريرًا عن حالات الاختفاء غير القانونية في بلوشستان حددت فيه وكالة الاستخبارات الباكستانية وحرس الحدود باعتبارهما الجناة. وفقًا للصحفي مالك سراج أكبر، اعتبارًا من مايو 2015، «يفقد العشرات من الأشخاص حياتهم كل يوم» في «عمليات قتل خارج نطاق القضاء ترتكبها قوات الأمن الباكستانية» في إقليم بلوشستان. ومع ذلك، رفض مسؤولو الأمن الباكستانيون جميع الاتهامات الموجهة إليهم.
في بيان صدر عام 2012 أمام المحكمة العليا في باكستان، نفت الحكومة الباكستانية مزاعم استخدام عمليات سرية أو فرق موت في بلوشستان. وزعم اللواء عبيد الله خان نيازي، قائد فيلق الحدود شبه العسكري الذي يبلغ تعداده 46000 فرد والمتمركز في بلوشستان، أن «المسلحين يستخدمون زي فيلق الحدود لاختطاف الناس وتشويه سمعتنا الطيبة». وبالمثل، تم العثور على مسلحين انفصاليين بلوش يستخدمون أيضًا زيًا عسكريًا يشبه الزي الذي يستخدمه فيلق الحدود أثناء ممارسة أنشطتهم.
وفي بيان للمحكمة العليا، زعم رئيس وزراء بلوشستان السابق، سردار أختر جان مينجال، أن الاضطرابات المدنية الحالية في بلوشستان كانت نتيجة مباشرة لـ«الاختفاء القسري».

## الاضطهاد الديني للأقليات
وفقًاللجنة حقوق الإنسان الباكستانية والجزيرة،  كان هناك ارتفاع في التطرف الديني في بلوشستان، مع استهداف المنظمات الإرهابية المحظورة مثل لشكر جهنكوي وطالبان الباكستانية للهندوس والشيعة (بما في ذلك الهزارة) والزكريين، مما أدى إلى هجرة أكثر من 210.000 شيعي وزكري وهندوس من بلوشستان إلى أجزاء أخرى من باكستان. كما فر 90.000 آخرون من البنجابيين العرقيين بسبب الحملات ضد البنجابيين من قبل المسلحين البلوش.
كما استهدفت جبهة تحرير بلوشستان قرية زكريس في الإقليم.

### الهندوس
في عام 2005، قُتل 32 هندوسيًا برصاصات أطلقتها الحكومة بالقرب من مسكن نواب أكبر بوغتي أثناء اشتباكات دامية بين رجال قبيلة بوجتي وقوات شبه عسكرية. وقد أدى إطلاق النار إلى إلحاق أضرار بالغة بالمنطقة السكنية الهندوسية القريبة من مسكن بوجتي.

### الشيعة
يشكل المسلمون الشيعة من خلفيات عرقية مختلفة ما لا يقل عن 20% من إجمالي سكان باكستان[بحاجة لمصدر]. تواجه أقلية الهزارة العرقية التمييز في إقليم بلوشستان منذ فترة طويلة، وقد ارتفعت أعمال العنف المرتكبة ضد المجتمع بشكل حاد في السنوات الأخيرة. منذ عام 2000، قُتل أو جُرح أكثر من 2000 فرد من مجتمع الهزارة الشيعي، بما في ذلك العديد من النساء والأطفال، في كويته. كان معظمهم ضحايا لهجمات إرهابية شنتها جماعة لشكر جهنكوي وجماعة سباه صحابة، وهي منظمة مسلحة إسلامية سنية تابعة لتنظيم القاعدة وحركة طالبان. بدأ القمع ضد المسلمين الشيعة في عام 1998 باغتيال حسن موسى نجل الجنرال موسى خان في كراتشي، وتفاقم في باكستان بعد هجمات 11 سبتمبر وطرد طالبان من أفغانستان.
كما استهدف المسلحون الانفصاليون البلوش الشيعة أيضًا. والحجاج الشيعة الذين يمرون عبر التضاريس الوعرة في بلوشستان هم أهداف شائعة للانفصاليين البلوش. ويتم استهداف الشيعة بشكل أساسي لأنهم ليسوا من أصل بلوشي. وعلاوة على ذلك، ورد أن جيش تحرير بلوشستان شكل تحالفًا مع حركة طالبان الباكستانية. وحركة طالبان باكستان هي جماعة إرهابية أخرى معروفة بهجماتها ضد المسلمين الشيعة.
في عام 2003، قُتل 53 شخصًا وأصيب 150 بجروح خطيرة في هجوم انتحاري على مسجد الجمعة الرئيسي للشيعة في كويته. في 2 مارس 2004، قُتل ما لا يقل عن 42 شخصًا وجُرح أكثر من 100 عندما هاجم متطرفون سنة موكبًا للمسلمين الشيعة في سوق لياقت في كويته. في 7 أكتوبر 2004، أسفر انفجار سيارة مفخخة عن مقتل 40 عضوًا في منظمة سنية متطرفة في ملتان. توفي 300 شخص خلال عام 2006. في 28 ديسمبر 2009، قُتل ما يصل إلى 40 شيعيًا في تفجير انتحاري واضح في كراتشي. هاجم المهاجم موكبًا شيعيًا أقيم لإحياء ذكرى عاشوراء.
اضطر العديد من الشباب من مجتمع الهزارة إلى الفرار إلى أوروبا وأستراليا، وفي كثير من الأحيان بشكل غير قانوني، من أجل الهروب من القمع.

## ردود الفعل الدولية
أعربت الحكومة الأمريكية عن انزعاجها من التقارير التي تفيد باختفاء الآلاف من الانفصاليين البلوش ومتمردي طالبان على أيدي قوات الأمن الباكستانية وربما تعرضهم للتعذيب أو القتل. وذكر تقرير صادر عن وزارة الخارجية الأمريكية عام 2010 أن الحكومة الباكستانية أحرزت «تقدمًا محدودًا» في تعزيز حقوق الإنسان. كتب عضو البرلمان الأوروبي مارك تارابيلا، في مقال في مجلة البرلمان عام 2015، «إن الضحايا الرئيسيين لهذا العنف هم شعب بلوشستان الذين يتم استهدافهم بشكل منهجي من قبل الجماعات شبه العسكرية، التي يُزعم أنها ترعاها السلطات الباكستانية. عمليات القتل خارج نطاق القضاء والاختفاء القسري هي الممارسات الأكثر شيوعًا».
خلال اجتماع لجميع الأحزاب في دلهي، قال رئيس الوزراء الهندي ناريندرا مودي إن باكستان «سيتعين عليها أن تجيب للعالم عن الفظائع التي ارتكبتها ضد الناس في بلوشستان». جاءت تصريحات مودي على خلفية الاضطرابات في جامو وكشمير الخاضعة للإدارة الهندية، وهي منطقة متنازع عليها بين البلدين، حيث أدانت باكستان الهند بسبب انتهاكات حقوق الإنسان في جامو وكشمير. كما أعرب الرئيس الأفغاني السابق حامد كرزاي، الذي أجرت معه الصحافة مقابلة أثناء وجوده في الهند، عن تقديره لتعليقات مودي بشأن بلوشستان، وقال: «في بلوشستان هناك معاناة شديدة على أيدي المتطرفين الذين تروج لهم هياكل الدولة في باكستان. لذلك يجب معالجة مخاوف الناس والتعبير عنها». وقال مستشار السياسة الخارجية الباكستانية سرتاج عزيز إن بيان مودي كان «يُدين نفسه»، ويبرر الاتهامات الباكستانية بتورط الاستخبارات الهندية في تمرد بلوشستان، ووصفه بأنه محاولة لتحويل الانتباه عن عنف كشمير. في الدورة الثالثة والثلاثين لمجلس حقوق الإنسان التابع للأمم المتحدة، أثارت الهند قضية انتهاكات حقوق الإنسان في بلوشستان، قائلة إن «شعب بلوشستان، من بين مقاطعات أخرى، يخوض منذ عقود كفاحًا مريرًا وشجاعًا ضد إساءة معاملته وتعذيبه يوميًا».

## وصلات خارجية
- Trigger happy in Balochistan